# 芦ノ湖大観インターチェンジ
芦ノ湖大観インターチェンジ（あしのこたいかんインターチェンジ）は、神奈川県足柄下郡箱根町にある箱根新道のインターチェンジである。

## 接続道路
- 神奈川県道75号湯河原箱根仙石原線

## 歴史
- 1962年（昭和37年）3月31日 - 全線開通に伴い開設。

## 周辺

### 観光地
- 芦ノ湖
- 箱根関所跡
- 箱根駒ヶ岳

など

### 道路
- 箱根ターンパイク
- 国道1号
- 神奈川県道732号湯本元箱根線（旧東海道）

## 隣
箱根新道
須雲川IC - 芦ノ湖大観IC - 箱根峠IC